# إريك جويس (سياسي)
اريك جويس (بالإنجليزية: Eric Joyce) هو سياسي بريطاني، ولد في 13 أكتوبر 1960 في بيرث في المملكة المتحدة.

## مناصب
- في الانتخابات الفرعية في مجلس العموم البريطاني [الإنجليزية]‏، انتخب عضو البرلمان الثاني والخمسون للمملكة المتحدة عن دائرة Falkirk West (UK Parliament constituency) [الإنجليزية]‏ وقد انضم خلال فترته النيابية ‏ ( – 14 مايو 2001) للكتلة البرلمانية حزب العمال.
- في الانتخابات العامة في المملكة المتحدة 2001، انتخب عضو برلمان المملكة المتحدة الـ53 عن دائرة Falkirk West (UK Parliament constituency) [الإنجليزية]‏ وقد انضم خلال فترته النيابية ‏ (7 يونيو 2001 – 11 أبريل 2005) للكتلة البرلمانية حزب العمال.
- انتخب عضو برلمان المملكة المتحدة الـ55 عن دائرة فالكيرك وقد انضم خلال فترته النيابية ‏ (23 فبراير 2012 – 30 مارس 2015) للكتلة البرلمانية مستقل.
- في الانتخابات العامة في المملكة المتحدة 2005، انتخب عضو برلمان المملكة المتحدة الـ54 عن دائرة فالكيرك وقد انضم خلال فترته النيابية ‏ (5 مايو 2005 – 12 أبريل 2010) للكتلة البرلمانية حزب العمال.
- في انتخابات المملكة المتحدة لعام 2010، انتخب عضو برلمان المملكة المتحدة الـ55 عن دائرة فالكيرك وقد انضم خلال فترته النيابية ‏ (6 مايو 2010 – 23 فبراير 2012) للكتلة البرلمانية حزب العمال.